# Куамба (город, Миннесота)
Куамба (англ. Quamba) — город в округе Канейбек, штат Миннесота, США. На площади 1,9 км² (1,9 км² — суша, водоёмов нет), согласно переписи 2002 года, проживают 98 человек. Плотность населения составляет 51,6 чел./км².
- Телефонный код города — 320
- Почтовый индекс — 55051
- FIPS-код города — 27-52756[1]
- GNIS-идентификатор — 0649769[2]